# Christopher Murray
Christopher Murray (Los Angeles, 19 maart 1957) is een Amerikaans acteur.

## Biografie
Murray is een zoon van moeder Hope Lange en werd later stiefzoon van Alan J. Pakula. Murray volgde zijn middelbareschoolopleiding aan de The Orme School in Arizona en speelde daar in het schoolbasketbalteam. Hij werd gevraagd voor het staatselftal van Arizona maar weigerde dit omdat hij arts wilde worden. Hij ging medicijnen studeren aan de Carleton College in Northfield (Minnesota) maar verliet deze school in zijn eerste jaar en ging theater studeren aan een theaterschool in Massachusetts en aan het American Place Theater in New York.
Murray begon in 1976 met acteren in de televisiefilm All the President's Men. Hierna speelde hij meerdere rollen in films en televisieseries, zoals The Flash (1990-1991), The Pelican Brief (1993), Virtuosity (1995), Dante's Peak (1997), 7th Heaven (2001-2003), The Man (2005) en Zoey 101 (2005-2008).
Murray acteert ook in het theater; hij speelde in de theaterstukken Jesus Christ Superstar, Cat on a Hot Tin Roof, The Deal, Romeo en Julia, King Lear en Mr. Roberts.

## Filmografie

### Films
Uitgezonderd korte films.
- 2020: Proximity - als Quaid Ottinger
- 2020: The 11th Green - als Robert Cutler
- 2018: The Final Wish - als Yates
- 2013: Clubhouse - als Clarke Wilcox
- 2009: Crossing Over – als agent Ludwig
- 2007: Sacrifices of the Heart – als Kevin Doyle
- 2006: Smokin' Aces – als sergeant
- 2005: The Man – als dakloze
- 2004: A Place Called Home – als sheriff
- 2003: Leprechaun: Back 2 tha Hood – als Whitaker
- 2003: The Commission – als agent Cortland Cunningham
- 1999: Nice Guys Sleep Alone – als Robert
- 1998: Route 9 – als cowboy
- 1997: Dante's Peak – als piloot
- 1996: Norma Jean & Marilyn – als Doc Goddard
- 1995: Virtuosity – als Matthew Grimes
- 1995: Just Cause – als detective T.J. Wilcox
- 1994: The Cowboy Way – als waterpolitieagent
- 1994: Clifford – als barkeeper
- 1994: Hart to Hart: Crimes of the Hart – als Mike Royston
- 1993: The Pelican Brief – als Rupert
- 1993: Fatal Instinct – als onderzoeker
- 1993: Spree – als Walt
- 1992: Grass Roots – als Buchanan
- 1992: She Woke Up – als verslaggever
- 1991: The Flash II: Revenge of the Trickster – als Williams
- 1991: The Walter Ego – als zingende tomaat
- 1989: See You in the Morning – als patiënt in groepstherapie
- 1988: And God Created Woman – als Harold
- 1984: Mister Roberts – als agent van kustwacht
- 1983: I Am the Cheese – als Eric Peterson
- 1981: The Patricia Neal Story – als Rod
- 1981: Family Reunion – als Arthur Lyman
- 1976: All the President's Men – als adjudant

### Televisieseries
Uitgezonderd eenmalige gastrollen.
- 2021: Nova Vita - als rechter Putnam - 10 afl.
- 2016: Aquarius - als kapitein Perry - 5 afl.
- 2010: Parks and Recreation – als Nick Newport sr. – 2 afl.
- 2005-2008: Zoey 101 – als decaan Rivers – 17 afl.
- 1989: Days of our Lives - als Ben - 3 afl.